# غرطر رفيع المنقار
غرطر رفيع المنقار (الاسم العلمي: Thamnophis angustirostris) هو نوع من الزواحف يتبع جنس الغرطر من فصيلة الأحناش.